# Längesen
"Längesen" är en låt av den svenske rapparen Petter. Den gavs ut som tredje singeln från hans sjunde studioalbum, En räddare i nöden, den 28 juni 2010. I låten medverkar Veronica Maggio som sångerska. I de första verserna har hennes röst förvrängts genom pitch shift, vilket gör hennes röst ljusare och snabbare och ibland jämförs med en "smurfröst". Petter skrev låten sommaren 2008, men den lades åt sidan tills han började arbeta på ett nytt studioalbum. Patrik Collén komponerade musiken och i januari 2009 skrev Petter refrängen tillsammans med Maggio. Refrängen och melodin är tagen av Journeys låt "Loved by You" som släpptes på skivan "Arrival" år 2001.[källa behövs] "Längesen" är baserad på romanen Kärlek i kolerans tid och Petter försökte återberätta handlingen via rap.
Låten mottogs med blandade recensioner från kritiker. Återkommande kritik handlade om Maggios förvrängda röst, vilket många ansåg förstörde låten. Men vissa kritiker berördes även av låtens sorgliga budskap. I april 2010 debuterade "Längesen" som nummer fyrtiosju på Sverigetopplistan utan att ha kommit ut som singel. Efter singelsläppet nådde den nummer tjugo och certifierades platina för 20 000 sålda exemplar. I första säsongen av Så mycket bättre framförde Lasse Berghagen sin egen tolkning av låten, som i denna version nådde nummer trettioåtta på Digilistan.

## Bakgrund
Jag gillar verkligen Veronica Maggio på många sätt, hon är framförallt en grym sångerska som är skön att jobba med. Hennes röst var som klippt och skuren för den här låten samtidigt som jag visste att vi skulle göra något mer än "Inga problem" eller "Havanna Mama" [sic] remixen.
"Längesen" skrevs under sommaren 2008 och var tänkt att vara den första singeln från Petters samlingsalbum X – Greatest Hits. Oskar Linnros producerade musiken till låten, men Petter och DJ Sleepy ogillade resultatet och lade låten på is. När Petter arbetade på material för sitt sjunde studioalbum, En räddare i nöden, tog han fram låttexten och visade den för Patrik Collén, som producerade den slutgiltiga versionen. Sångerskan Veronica Maggio bidrar till refrängen. Petter sa att det som lockade honom med henne var sättet hon sjunger på och hennes "unika stämma". De hade tidigare arbetat tillsammans på låten "Inga problem" med Snook och en remix av Maggios låt "Havanna mamma". De skrev refrängen till "Längesen" i Sundsvall i januari 2009. Maggio var en av flera gästartister på En räddare i nöden och "de var egentligen inte tilltänkta", men Petter kände att på vissa låtar skulle en viss artist passa in.
Låten gavs ut som den tredje singeln från albumet En räddare i nöden den 28 juni 2010. Låten släpptes även internationellt i exempelvis Belgien, Nederländerna och Portugal. I december 2010 gav Petter ut sitt andra samlingsalbum, Samlar ut den, där bland annat "Längesen" var med eftersom han tyckte att den "hörde hemma" på albumet. Albumet utgörs av Petters tolkningar ur första säsongen av Så mycket bättre, men innehåller "Längesen" och två andra äldre låtar för att introducera hans tidigare verk för de som just upptäckt honom.

## Komposition
"Längesen" är baserad på romanen Kärlek i kolerans tid av Gabriel García Márquez, som handlar om en olycklig förälskelse i Cartagena samtidigt som koleran härjar. Petter försökte återberätta bokens handling och beskrev att "[t]exten i låten handlar om en livslång kärlek, en sådan kärlek som aldrig lämnar dig. Jag tror många kan känna igen sig och förstå känslan, alla har vi på ett eller annat sätt upplevt kärlek som hugger tag i en och sätter sig fast." Det starka åtrån som nämns är "[d]en där känslan av att det kanske inte synkar just nu, men sen!" "Längesen" är en rapballad med pianobakgrund. Maggios röst är förvrängd likt smurfarnas röster, men under vissa delar sjunger hon med sin vanliga röst. En kritiker beskrev låtens handling som "en slumpmässig återträff med en passionerad relation som aldrig fick möjlighet att brinna ut". Jenny Seth från Aftonbladet beskrev den som en "stillsam ballad med en smurfad Veronica Maggio på vacker sång".

## Mottagande

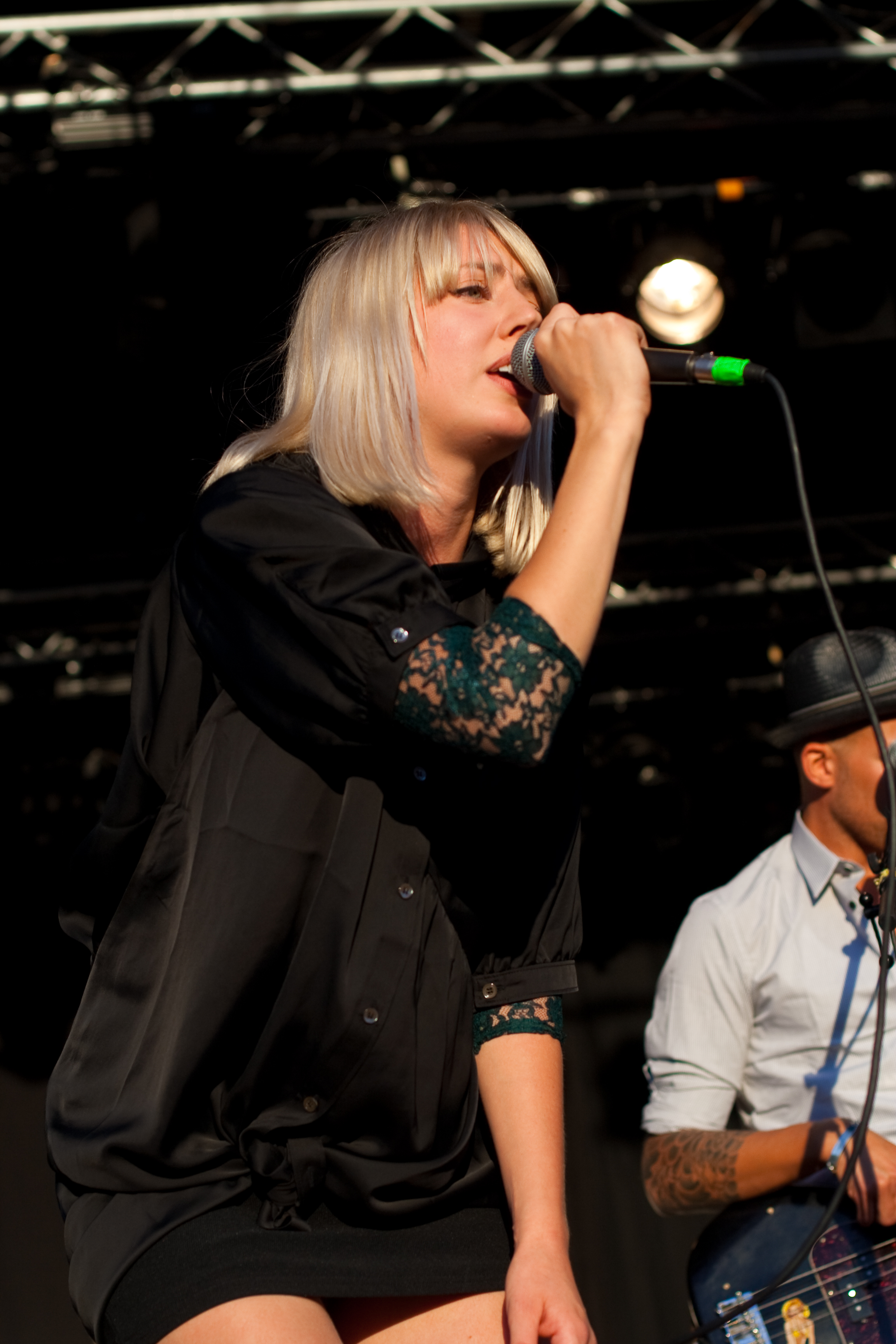
Kritiker hyllade Veronica Maggios sång, men ogillade den förvrängda "smurfeffekten".

### Kritisk respons
Whoa.nu beskrev "Längesen" som "en riktig rysare som får håret på armarna att resa sig". Recensenten skrev även att han hade "en personlig önskan om en non-smurf-version som singelns b-sida", men han tyckte ändå att låten var "en av årets bästa svenska hiphoplåtar". Linus Brännström från Dagbladet i Sundsvall skrev att "[man] blir berörd på riktigt [...] precis som man ska bli av bra musik" av bland annat "Längesen". Jonas Grönlund från Sydsvenskan använde låten som ett exempel på att "Petter [är bäst] när han blir känslosam och reflekterar kring kärlek och personliga relationer". Roger Bing från Kristianstadsbladet skrev att "[den] är sorglig och snygg men lyfter inte riktigt".
Ralph Bretzer från Arbetarbladet ogillade Maggios förvrängda röst och skrev att hon låter "fantastiskt när hon får sjunga med sin egen röst. Men när hon pitchas upp till heliumnivå i samma låt vill jag bara stänga av". Matilda Källén från Barometern ogillade också den förvrängda rösten och skrev att den "nästan avskräcker". Joakim Kilman från Nya Wermlands-Tidningen skrev att "smurfrösten" var "en old school-klyscha" och att "Petter [slösar] bort Veronica Maggio när han låter henne sjunga med smurfröst".

### Listframgångar
Innan "Längesen" hade getts ut som singel, debuterade den som nummer fyrtiosju på Sverigetopplistan den 23 april 2010. Den 12 november 2010 gick låten in på listan igen som nummer tjugofem. Veckan därpå steg den till nummer tjugo och blev då Petters tionde låt att nå topp tjugo. Av sina tjugotvå veckor på listan, tillbringade låten tio veckor i topp trettio. På Digilistan debuterade den som nummer fyrtiofyra den 25 april 2010, men föll sedan ur listan. Den 14 november 2010 gick den in som nummer tjugotre och steg till nummer tjugo nästa vecka. Den 30 november 2010 certifierades singeln  guld av Grammofonleverantörernas förening för 10 000 sålda exemplar och blev då Petters första certifierade singel sedan "Logiskt" från 2007. Den 29 mars 2011 certifierades "Längesen" platina för 20 000 sålda exemplar.
Kyaals remix av låten från 2011 fick ett återupplivande under januari och februari 2022 efter att ha spridits på sociala mediesajten TikTok. Låten nådde som högst andraplatsen på Spotifys Top 50 mest spelade låtar i Sverige lista.

## Musikvideo
Musikvideon för "Längesen" regisserades, animerades och illustrerades av Samuel Fast, som även gjorde skivomslaget till En räddare i nöden. Videon hade smygpremiär på albumets releasefest den 7 april 2010 och hade sedan officiell premiär på MSN Video den 27 juni. Petter sökte på Konstfack och Berghs efter någon som kunde göra albumets skivomslag och den grafiska formen. Samuel Fast kontaktade då Petter med förslaget att istället illustrera musikvideon till "Längesen". Petter kände att Fasts tolkning var "så pass klockren" att han ville "ta in honom för hela den grafiska formen". Fast började arbeta med omslaget och videon under vintern 2010. Petter hyllade resultaten och sa: "Jag älskar videon för den är perfekt för låten och hela historien". I en intervju med Dalarnas Tidningar, beskrev Fast upplevelsen att göra videon och den grafiska profilen för albumet;
"Det har varit ett fantastiskt inspirerande projekt att jobba med. En stor del i det är att Petter gett mig fria händer med både videon och den grafiska profilen. Något som är väldigt ovanligt i sådana här sammanhang. Uppgiften att utmana normerna inom den samtida hiphop-estetiken har också lett till att jag lagt ganska mycket av mig själv i projektet."

## Låtlista
- Digital nedladdning[4]

1. "Längesen" – 4:33

## Topplistor och certifikat
| Topplista (2010)  | Högsta position |
| ----------------- | --------------- |
| Digilistan        | 20              |
| Sverigetopplistan | 20              |

| Land    | Certifikat |
| ------- | ---------- |
| Sverige | Platina    |

## Lasse Berghagens version
Under hösten 2010 sändes den första säsongen av underhållningsprogrammet Så mycket bättre på TV4. I varje avsnitt hade en av artisterna en egen dag tillägnad sig och under dagen framförde de andra artisterna sina egna tolkningar av artistens låtar. Lasse Berghagen framförde sin tolkning av "Längesen" under Petters dag. I programmet sa Petter: "Det är ju helt sjukt att Lasse Berghagen kör en av mina låtar och dessutom gör det så bra". Han blev väldigt berörd Berghagens tolkning och i en intervju med Aftonbladet sa han att den var som en ny version av "Teddybjörnen Fredriksson". Tolkningen släpptes digitalt på Itunes och Spotify den 12 november 2010. Den debuterade som nummer trettioåtta på Digilistan den 28 november och var den femte mest nedladdade låten från Så mycket bättre den veckan.